# چم الحمید
چم الحمید، روستایی از توابع بخش شادروان شهرستان شوشتر در استان خوزستان ایران است.

## جمعیت
این روستا در دهستان شعیبیه شرقی قرار دارد و براساس سرشماری مرکز آمار ایران در سال ۱۳۸۵، جمعیت آن ۶۶۶ نفر (۹۱خانوار) بوده‌است.